# Prva Liga 1925
In Prva Liga 1925 werd het derde seizoen gespeeld van de Prva Liga, de hoogste voetbalklasse van Joegoslavië. Het werd een knockoutfase met 7 teams. Jugoslavija Beograd won het voor de tweede keer.

## Deelnemende clubs
- FK Bačka 1901
- Građanski Zagreb
- Slavija Osijek
- HNK Hajduk Split
- Olimpija Ljubljana
- Jugoslavija Beograd
- FK Famos SAŠK Napredak

## Kwartfinale
| Wedstrijden    | Datum | Thuisteam           | Score | Uitteam                |
| -------------- | ----- | ------------------- | ----- | ---------------------- |
| 1              | ?     | Jugoslavija Beograd | 3–2   | Hajduk                 |
| 2              | ?     | FK Bačka 1901       | 3–2   | Olimpija Ljubljana     |
| 3              | ?     | Građanski           | 6–0   | FK Famos SAŠK Napredak |
| Slavija Osijek |       |                     |       |                        |

## Halve finale
| Wedstrijden | Datum | Thuisteam           | Score | Uitteam        |
| ----------- | ----- | ------------------- | ----- | -------------- |
| 1           | ?     | Jugoslavija Beograd | 3–2   | Slavija Osijek |
| 2           | ?     | Građanski           | 3–0   | FK Bačka 1901  |

## Finale
| Wedstrijd | Datum | Thuisteam           | Score | Uitteam   |
| --------- | ----- | ------------------- | ----- | --------- |
| 1         | ?     | Jugoslavija Beograd | 3-2   | Građanski |

## Topscorers
- Dragan Jovanović (Jugoslavija Beograd) , 4 doelpunten
- Branislav Sekulić (Jugoslavija Beograd), 3 doelpunten
- Dušan Petković (Jugoslavija Beograd), Rudolf Hitrec (Građanski) , Franjo Giler (Građanski) , Emil Perška (Građanski) , Luka Vidnjević (Građanski). 2 doelpunten

1923 · 1924 · 1925 · 1926 · 1927 · 1928 · 1929 · 1930 ·  1931 · 1932 · 1933 · 1934/35 · 1935/36 ·  1936/37 · 1937/38 · 1938/39 · 1939/40 · 1940/41 ·  1941/42 · 1942/43 · 1943/44 · 1944/45 · 1945 · 1946/47 · 1947/48 · 1948/49 ·  1950 · 1951 · 1952 ·  1952/53 · 1953/54 · 1954/55 · 1955/56 · 1956/57 · 1957/58 · 1958/59 · 1959/60 · 1960/61 · 1961/62 · 1962/63 · 1963/64 · 1964/65 · 1965/66 · 1966/67 · 1967/68 · 1968/69 · 1969/70 · 1970/71 · 1971/72 · 1972/73 · 1973/74 · 1974/75 · 1975/76 · 1976/77 · 1977/78 · 1978/79 · 1979/80 · 1980/81 · 1981/82 · 1982/83 · 1983/84 · 1984/85 · 1985/86 · 1986/87 · 1987/88 · 1988/89 · 1989/90 · 1990/91 · 1991/92